# Aubermesnil-Beaumais
Aubermesnil-Beaumais är en kommun i departementet Seine-Maritime i regionen Normandie i norra Frankrike. Kommunen ligger i kantonen Offranville som tillhör arrondissementet Dieppe. År 2022 hade Aubermesnil-Beaumais 524 invånare.

## Befolkningsutveckling
Antalet invånare i kommunen Aubermesnil-Beaumais
| Referens: INSEE |